# Юрьевский сельсовет (Красноярский край)
Юрьевский сельсовет - сельское поселение в Боготольском районе Красноярского края.
Административный центр - село Юрьевка.

## Население
| 2010 | 2012  | 2013  | 2014  | 2015  | 2016  | 2017  |
| ---- | ----- | ----- | ----- | ----- | ----- | ----- |
| 1401 | ↘1330 | ↘1263 | ↘1226 | ↘1178 | ↘1146 | ↗1149 |

## Состав сельского поселения
| № | Населённый пункт | Тип населённого пункта       | Население |
| - | ---------------- | ---------------------------- | --------- |
| 1 | Берёзовка        | деревня                      | 110       |
| 2 | Вишняково-Катеюл | деревня                      | 77        |
| 3 | Волынка          | деревня                      | 37        |
| 4 | Георгиевка       | деревня                      | 166       |
| 5 | Лебедевка        | деревня                      | 142       |
| 6 | Михайловка       | деревня                      | 6         |
| 7 | Юрьевка          | село, административный центр | 863       |

Исчезнувшие населённые пункты:
- Серебряково

## Местное самоуправление
Юрьевский сельский Совет депутатов
Дата избрания: 14.03.2010. Срок полномочий: 5 лет. Количество депутатов: 10
Глава муниципального образования
- Белов Александр Владимирович. Дата избрания: 14.03.2010. Срок полномочий: 5 лет